# باسفيك جنكشن
باسفيك جنكشن (بالإنجليزية: Pacific Junction, Iowa)‏ هي مدينة تقع في ولاية آيوا في الولايات المتحدة. تبلغ مساحة هذه المدينة 1.97 (كم²)، وترتفع عن سطح البحر 291 م، بلغ عدد سكانها 471 نسمة في عام 2012 حسب إحصاء مكتب تعداد الولايات المتحدة.

## التركيبة السكانية
قام مكتب تعداد الولايات المتحدة بتحديد بيانات التركيبة السكانية لباسفيك جنكشنفي تعداد الولايات المتحدة. في ما يلي، التركيبة السكانية حسب تعدادي 2000 و2010.

### تعداد عام 2000
بلغ عدد سكان أوزاوكي 552 نسمة بحسب تعداد عام 2000، وبلغ عدد الأسر 202 أسرة وعدد العائلات 167 عائلة مقيمة في المدينة. في حين سجلت الكثافة السكانية 1,797.3 نسمة لكل ميل مربع (693.9/كم2). وبلغ عدد الوحدات السكنية 216 وحدة بمتوسط كثافة قدره 703.3 نسمة لكل ميل مربع (271.5/كم2).
وتوزع التركيب العرقي للمدينة بنسبة 97.28% من البيض و 1.27% من الأمريكيين الأصليين و 0.18% من الأمريكيين ذوي الأصول الآسيوية و 0.72% من الأمريكيين الأفارقة و 0.54% من عرقين مختلطين أو أكثر.
بلغ عدد الأسر 202 أسرة كانت نسبة 36.1% منها لديها أطفال تحت سن الثامنة عشر تعيش معهم، وبلغت نسبة الأزواج القاطنين مع بعضهم البعض 77.2% من أصل المجموع الكلي للأسر، ونسبة 5.0% من الأسر كان لديها معيلات من الإناث دون وجود شريك، وكانت نسبة 17.3% من غير العائلات. تألفت نسبة 13.9% من أصل جميع الأسر من أفراد ونسبة 7.9% كانوا يعيش معهم شخص وحيد يبلغ من العمر 65 عاماً فما فوق. وبلغ متوسط حجم الأسرة المعيشية 3.03، أما متوسط حجم العائلات فبلغ 2.73.
بلغ العمر الوسطي للسكان 40 عاماً. وكانت نسبة 27.4% من القاطنين تحت سن الثامنة عشر، وكانت نسبة 4.3% بين الثامنة عشر والأربعة وعشرون عاماً، ونسبة 25.4% كانت واقعةً في الفئة العمرية ما بين الخامسة والعشرون حتى والأربعة وأربعون عاماً، ونسبة 29.3% كانت ما بين الخامسة والأربعون حتى الرابعة والستون، ونسبة 13.6% كانت ضمن فئة الخامسة والستون عاماً فما فوق. يوجد لكل 100 أنثى 95.7 ذكر، ويوجد لكل 100 أنثى في الثامنة عشر من عمرها فما فوق 92.8 ذكر.
بلغ متوسط دخل الأسرة في المدينة 62,969 دولار، أما متوسط دخل العائلة فبلغ 67,292 دولار. وكان متوسط دخل الذكور 42,308 دولار مقابل 27,375 دولار للإناث. وسجل دخل الفرد الخاص بالمدينة 21,857 دولار. وكانت نسبة 1.1% من العائلات ونسبة 2.3% من السكان تحت خط الفقر،

### تعداد عام 2010
بلغ عدد سكان باسفيك جنكشن 471 نسمة بحسب تعداد عام 2010، وبلغ عدد الأسر 196 أسرة وعدد العائلات 138 عائلة مقيمة في المدينة. في حين سجلت الكثافة السكانية 619.7 نسمة لكل ميل مربع (239.3/كم2). وبلغ عدد الوحدات السكنية 208 وحدة بمتوسط كثافة قدره 273.7 لكل ميل مربع (105.7/كم2).
وتوزع التركيب العرقي للمدينة بنسبة 96.0% من البيض و 0.6% من الأمريكيين الأصليين و 0.4% من سكان جزر المحيط الهادئ و 1.7% من عرقين مختلطين أو أكثر.
بلغ عدد الأسر 196 أسرة كانت نسبة 24.0% منها لديها أطفال تحت سن الثامنة عشر تعيش معهم، وبلغت نسبة الأزواج القاطنين مع بعضهم البعض 54.6% من أصل المجموع الكلي للأسر، ونسبة 9.7% من الأسر كان لديها معيلات من الإناث دون وجود شريك، بينما كانت نسبة 6.1% من الأسر لديها معيلون من الذكور دون وجود شريكة وكانت نسبة 29.6% من غير العائلات. تألفت نسبة 22.4% من أصل جميع الأسر من أفراد ونسبة 10.7% كانوا يعيش معهم شخص وحيد يبلغ من العمر 65 عاماً فما فوق. وبلغ متوسط حجم الأسرة المعيشية 2.75، أما متوسط حجم العائلات فبلغ 2.40.
بلغ العمر الوسطي للسكان 45.1 عاماً. وكانت نسبة 18.3% من القاطنين تحت سن الثامنة عشر، وكانت نسبة 7.8% بين الثامنة عشر والأربعة وعشرون عاماً، ونسبة 23.8% كانت واقعةً في الفئة العمرية ما بين الخامسة والعشرون حتى والأربعة وأربعون عاماً، ونسبة 36.5% كانت ما بين الخامسة والأربعون حتى الرابعة والستون، ونسبة 13.6% كانت ضمن فئة الخامسة والستون عاماً فما فوق. وتوزع التركيب الجنسي للسكان بنسبة 48.2% ذكور و51.8% إناث.